# Liste des subdivisions de Chine par PIB par habitant
 (novembre 2023).
- Si vous ne connaissez pas le sujet, laissez ce bandeau (vous pouvez alors contacter les auteurs).
- Si vous supprimez le contenu mis en cause (vous pouvez préalablement contacter les auteurs),

argumentez précisément cette suppression dans la page de discussion
(un manque de référence n'est pas un argument ; une recherche réelle de référence doit avoir été effectuée, être formellement documentée).
Cet article porte sur les divisions administratives de premier niveau de la Chine en fonction de leur produit intérieur brut par habitant au cours des principales années[Lesquelles ?]. Tous les chiffres sont donnés en monnaie nationale, le renminbi (CNY), et en Dollar Américain (USD) en valeur nominale, selon les taux de change récents et selon la parité de pouvoir d'achat (PPA). Le taux de change moyen du CNY utilisé ici provient du Bureau national des statistiques de Chine, et les taux de change CNY PPA sont estimés selon le Fonds monétaire international (FMI).
Depuis la mise en œuvre de la réforme et de l'ouverture en Chine continentale en 1978, son économie s'est développée rapidement. En 1995, le PIB par habitant de Pékin, Tianjin et Shanghai dépassait les 1 000$ américains ; en 2000, 10 provinces avaient un PIB par habitant supérieur à 1 000$ américains, dont Pékin, Tianjin et Shanghai qui dépassaient les 2 000 dollars américains. D'ici 2020, le PIB par habitant de la Chine continentale dépassera 10 000 USD, dont 22 000 USD pour Pékin et Shanghai, 18 000 USD pour le Jiangsu, 15 000 USD pour le Fujian, 14 000 USD pour le Zhejiang et Tianjin, 11 000 USD pour le Guangdong et Chongqing, et 10 000 USD pour Hubei, la Mongolie-intérieure et le Shandong. À l'exception du Gansu, les autres provinces ont toutes dépassé les 6 000 dollars.
En dehors de la capitale nationale, Pékin, et de la capitale financière, Shanghai, les provinces côtières sont en tête du classement du PIB par habitant en Chine, car ce sont elles qui sont le plus fortement exposées à l'industrialisation orientée vers l'exportation. Les ports maritimes présents dans les provinces côtières permettent à ces dernières d'être plus exposées au commerce international et aux entreprises locales et étrangères, qui bénéficient d'investissements directs étrangers en Chine, d'exporter des marchandises et d'atteindre plus rapidement les marchés mondiaux.
À des fins de comparaison, cet article présente également les PIB des régions administratives spéciales (RAS) de Hong Kong et de Macao, qui ont des systèmes économiques et des monnaies distincts. Ces chiffres sont exprimés en USD sur la base de la PPA, telle qu'estimée par le Fonds monétaire international.

## Carte en 2022
| Carte des subdivisions de Chine et des RAS par PIB par habitant en Dollar Américain:                                |
| 5 000 $ - 7 499 $ 7 500 $ - 9 999 $ 10 000 $ - 14 999 $ 15 000 $ - 19 999 $ 20 000 $ - 29 999 $ 30 000 $ - 49 999 $ |

| 10 943 28 294 13 479 18 856 6 686 15 151 7 755 7 779 9 902 8 474 7 717 9 233 13 686 10 942 14 343 21 467 10 544 8 229 10 225 10 374 9 028 12 319 12 786 26 747 10 954 10 077 17 727 8 688 10 191 9 176 17 617 49 464 32 415 |

## Classement en 2022
| à prix courants; Taux nominal : 6,7261 CNY pour un dollar américain | à prix courants; Taux nominal : 6,7261 CNY pour un dollar américain | à prix courants; Taux nominal : 6,7261 CNY pour un dollar américain | à prix courants; Taux nominal : 6,7261 CNY pour un dollar américain | à prix courants; Taux nominal : 6,7261 CNY pour un dollar américain | à prix courants; Taux nominal : 6,7261 CNY pour un dollar américain | à prix courants; Taux nominal : 6,7261 CNY pour un dollar américain | à prix courants; Taux nominal : 6,7261 CNY pour un dollar américain |
| provinces                                                           | rang                                                                | PIB par habitant                                                    | PIB par habitant                                                    | PIB par habitant                                                    | PIB par habitant                                                    | Index de référence                                                  | Index de référence                                                  |
| provinces                                                           | rang                                                                | CNY                                                                 | USD                                                                 | PPA (Dollar Geary-Khamis)                                           | Part (%)                                                            | PIB (en milliard de CNY)                                            | population                                                          |
| ------------------------------------------------------------------- | ------------------------------------------------------------------- | ------------------------------------------------------------------- | ------------------------------------------------------------------- | ------------------------------------------------------------------- | ------------------------------------------------------------------- | ------------------------------------------------------------------- | ------------------------------------------------------------------- |
| République Populaire de Chine                                       |                                                                     | 85,698 ¥                                                            | US$12,741                                                           | US$21,233                                                           | 100                                                                 | 121,020.72                                                          | 1,412,600,000                                                       |
| Beijing                                                             | 1                                                                   | 190,313 ¥                                                           | US$28,294                                                           | US$47,154                                                           | 222                                                                 | 4,161.10                                                            | 21,890,000                                                          |
| Shanghai                                                            | 2                                                                   | 179,907 ¥                                                           | US$26,747                                                           | US$44,576                                                           | 210                                                                 | 4,465.28                                                            | 24,890,000                                                          |
| Jiangsu                                                             | 3                                                                   | 144,390 ¥                                                           | US$21,467                                                           | US$35,776                                                           | 168                                                                 | 12,287.56                                                           | 85,050,000                                                          |
| Fujian                                                              | 4                                                                   | 126,829 ¥                                                           | US$18,856                                                           | US$31,424                                                           | 148                                                                 | 5,310.99                                                            | 41,870,000                                                          |
| Tianjin                                                             | 5                                                                   | 119,235 ¥                                                           | US$17,727                                                           | US$29,543                                                           | 139                                                                 | 1,631.13                                                            | 13,730,000                                                          |
| Zhejiang                                                            | 6                                                                   | 118,496 ¥                                                           | US$17,617                                                           | US$29,360                                                           | 138                                                                 | 7,771.54                                                            | 65,400,000                                                          |
| Guangdong                                                           | 7                                                                   | 101,905 ¥                                                           | US$15,151                                                           | US$25,249                                                           | 119                                                                 | 12,911.86                                                           | 126,840,000                                                         |
| Inner Mongolia                                                      | 8                                                                   | 96,474 ¥                                                            | US$14,343                                                           | US$23,903                                                           | 113                                                                 | 2,315.87                                                            | 24,000,000                                                          |
| Hubei                                                               | 9                                                                   | 92,059 ¥                                                            | US$13,686                                                           | US$22,809                                                           | 107                                                                 | 5,373.49                                                            | 58,300,000                                                          |
| Chongqing                                                           | 10                                                                  | 90,663 ¥                                                            | US$13,479                                                           | US$22,464                                                           | 106                                                                 | 2,912.90                                                            | 32,120,000                                                          |
| Shandong                                                            | 11                                                                  | 86,003 ¥                                                            | US$12,786                                                           | US$21,309                                                           | 100                                                                 | 8,743.51                                                            | 101,700,000                                                         |
| Shaanxi                                                             | 12                                                                  | 82,864 ¥                                                            | US$12,319                                                           | US$20,531                                                           | 97                                                                  | 3,277.27                                                            | 39,540,000                                                          |
| Shanxi                                                              | 13                                                                  | 73,675 ¥                                                            | US$10,954                                                           | US$18,254                                                           | 86                                                                  | 2,564.26                                                            | 34,800,000                                                          |
| Anhui                                                               | 14                                                                  | 73,603 ¥                                                            | US$10,943                                                           | US$18,237                                                           | 86                                                                  | 4,504.50                                                            | 61,130,000                                                          |
| Hunan                                                               | 15                                                                  | 73,598 ¥                                                            | US$10,942                                                           | US$18,235                                                           | 86                                                                  | 4,867.04                                                            | 66,220,000                                                          |
| Jiangxi                                                             | 16                                                                  | 70,923 ¥                                                            | US$10,544                                                           | US$17,573                                                           | 83                                                                  | 3,207.47                                                            | 45,170,000                                                          |
| Ningxia                                                             | 17                                                                  | 69,781 ¥                                                            | US$10,374                                                           | US$17,290                                                           | 81                                                                  | 506.96                                                              | 7,250,000                                                           |
| Liaoning                                                            | 18                                                                  | 68,775 ¥                                                            | US$10,225                                                           | US$17,040                                                           | 80                                                                  | 2,897.51                                                            | 42,290,000                                                          |
| Xinjiang                                                            | 19                                                                  | 68,552 ¥                                                            | US$10,191                                                           | US$16,985                                                           | 80                                                                  | 1,774.13                                                            | 25,890,000                                                          |
| Sichuan                                                             | 20                                                                  | 67,777 ¥                                                            | US$10,077                                                           | US$16,793                                                           | 79                                                                  | 5,674.98                                                            | 83,720,000                                                          |
| Hainan                                                              | 21                                                                  | 66,602 ¥                                                            | US$9,902                                                            | US$16,502                                                           | 78                                                                  | 681.82                                                              | 10,200,000                                                          |
| Henan                                                               | 22                                                                  | 62,106 ¥                                                            | US$9,233                                                            | US$15,388                                                           | 72                                                                  | 6,134.51                                                            | 98,830,000                                                          |
| Yunnan                                                              | 23                                                                  | 61,716 ¥                                                            | US$9,176                                                            | US$15,291                                                           | 72                                                                  | 2,895.42                                                            | 46,900,000                                                          |
| Qinghai                                                             | 24                                                                  | 60,724 ¥                                                            | US$9,028                                                            | US$15,046                                                           | 71                                                                  | 361.01                                                              | 5,940,000                                                           |
| Tibet                                                               | 25                                                                  | 58,438 ¥                                                            | US$8,688                                                            | US$14,479                                                           | 68                                                                  | 213.26                                                              | 3,660,000                                                           |
| Hebei                                                               | 26                                                                  | 56,995 ¥                                                            | US$8,474                                                            | US$14,122                                                           | 67                                                                  | 4,237.04                                                            | 74,480,000                                                          |
| Jilin                                                               | 27                                                                  | 55,347 ¥                                                            | US$8,229                                                            | US$13,713                                                           | 65                                                                  | 1,307.02                                                            | 23,750,000                                                          |
| Guizhou                                                             | 28                                                                  | 52,321 ¥                                                            | US$7,779                                                            | US$12,964                                                           | 61                                                                  | 2,016.46                                                            | 38,520,000                                                          |
| Guangxi                                                             | 29                                                                  | 52,164 ¥                                                            | US$7,755                                                            | US$12,925                                                           | 61                                                                  | 2,630.09                                                            | 50,370,000                                                          |
| Heilongjiang                                                        | 30                                                                  | 51,906 ¥                                                            | US$7,717                                                            | US$12,861                                                           | 61                                                                  | 1,590.10                                                            | 31,250,000                                                          |
| Gansu                                                               | 31                                                                  | 44,968 ¥                                                            | US$6,686                                                            | US$11,142                                                           | 52                                                                  | 1,120.16                                                            | 24,900,000                                                          |